# Ferdinand Lepié

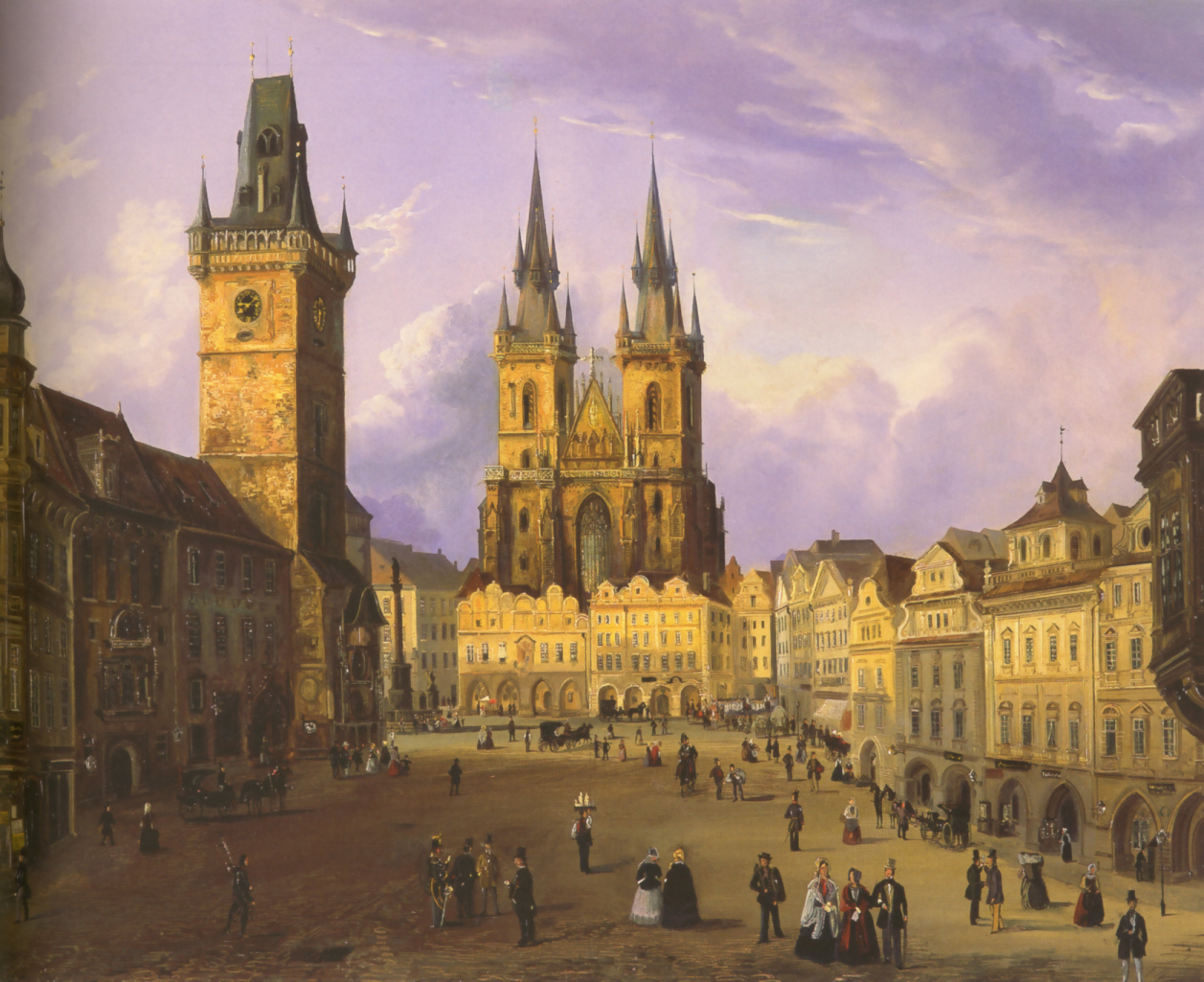
Auf dem Altstädter Ring, 1853, Sammlung Kooperativa

Ferdinand Lepié, auch Ferdinand Lepgé (* 8. Juni 1824 in Prag; † 11. November 1883 in Wien) war ein österreichischer Landschafts- und Historienmaler.

## Leben
Lepié studierte 1841–1844 an der Prager Akademie der bildenden Künste. 1850–1860 war er Lehrer im Kloster Strahov in Prag. Einer seiner Schüler war der spätere Landschaftsmaler Alois Kirnig. Danach übersiedelte er nach Wien und gab am kaiserlichen Hof Zeichenunterricht.

## Bedeutung
Lepié schuf topografisch genaue Landschaftsbilder von Prag und von österreichischen Gegenden, wie dem Salzkammergut, der Donau oder Baden bei Wien.

## Werke
- Auf dem Altstädter Ring (Sammlung Kooperativa, Wiener Städtische Versicherung), 1853, Öl auf Leinwand, 55,5×71 cm